# Tournoi Espoirs de Toulon
Tournoi Espoirs de Toulon ("Håbets turnering i Toulon") er en prestigefyldt fodboldturnering, der afholdes hvert år i Toulon og omegn i Frankrig for inviterede U/21-landshold. Frankrig har domineret turneringen med 11 sejre og 11 tabte finaler, mens Brasilien har vundet seks gange. Danmark har deltaget én gang, i 2010, hvor holdet nåede finalen, hvor det blev til et 2-3 nederlag til Elfenbenskysten.
Turneringen blev grundlagt som en klubturnering i 1967, men siden 1974 har den været udelukkende for landshold. Der er tale om en privat afholdt turnering, der ikke støttes af nationale eller internationale organisationer. Der deltager otte hold, der opdeles i to grupper, hvor holdene spiller alle mod alle. De to bedste i hver gruppe spiller semifinaler, og vinderne heraf mødes i finalen, mens taberne spiller om tredjepladsen. Spilletiden er 80 minutter i alle kampe, hvilket er begrundet i, at der normalt kun er to dage mellem hver kamp. 
| Fodbold | Spire Denne artikel om en fodboldturnering er en spire som bør udbygges. Du er velkommen til at hjælpe Wikipedia ved at udvide den. |